# Red One (film)
Ne doit pas être confondu avec RED ONE ou RedOne.
Pour plus de détails, voir Fiche technique et Distribution.
Red One ou Nom de code : rouge au Québec est un film de Noël américain réalisé par Jake Kasdan et sorti en 2024.
Dans le film, après l'enlèvement du Père Noël, son chef de la sécurité Callum Drift doit s'associer avec le chasseur de primes le plus célèbre du monde, Jack O'Malley, dans une mission pleine d'action à travers le globe pour sauver Noël.

## Synopsis
Durant la veille de Noël, Jack O'Malley montre à ses cousins la cachette de leurs cadeaux par les parents en expliquant que le Père Noël n'existe pas ; même si l'oncle essaie de le raisonner, l'enfant refuse d’écouter ses arguments. Plusieurs années plus tard, Jack est devenu un voleur et un hacker mercenaire pessimiste qui a une dette d’argent. Il a une relation tendue avec son fils, Dylan, car il ne le voit presque jamais et pourtant, il suit ses mauvais exemples.
Quelques jours avant Noël, le vrai Père Noël, également connu sous le nom de Nick (ou Red One), se présente aux centres commerciaux pour entendre les souhaits des enfants, accompagné de Callum "Cal" Drift, le chef de la sécurité du pôle Nord. Les deux hommes  prennent le traîneau qui est tiré par d'énormes rennes volants pour retourner au pôle Nord qui est une ville magique et futuriste habitée par des elfes, des animaux anthropomorphes parlants et d'autres créatures magiques et qui est caché à la vue du monde par une barrière magique.
Nick commence à s'entraîner avant la grande distribution. Cal annonce à Nick qu'il a l'intention de prendre sa retraite après Noël, car il ne supporte plus de voir les gens devenir amers et aussi parce qu’il n’arrive plus à voir les enfants gentils qu’ils étaient, bien que ce dernier lui dise que chaque personne peut faire ses propres choix et devenir ce qu'elle veut.
Du côté de Jack, il a vendu les coordonnées du Pôle Nord (sans savoir qu’il existe) à un client mystérieux et en un instant, une équipe d'infiltration fait irruption dans la ville en faisant un trou dans la barrière magique qui les cache et malgré les tentatives de Cal pour les arrêter, ils parviennent à s'échapper en kidnappant Nick.
Cal informe la directrice Zoe Harlow de l’agence folklore A.C.R.M (Autorité de Contrôle et de Restauration Mythologie) de l'enlèvement de Nick et son équipe découvre que l'emplacement secret du pôle Nord a été piraté par Jack. L’A.C.R.M capture Jack et l’emmene de force au pôle Nord, il révèle qu'il ne savait pas que les informations volées étaient liées au Père Noël mais qu’il a placé un émetteur au médiateur de son client, Zoe propose alors de doubler sa rémunération si elle les aide à trouver Nick. Cal fut obligé malgré lui à accompagner Jack, qui traque l'emplacement du médiateur qui a organisé l'affaire à Aruba ; Zoe ne lui fait cependant pas confiance et met un détecteur sur lui pour le retrouver dans tous les coins de la planète. Cal et Jack se dirige vers un magasin de jouets le plus proche et Cal se munie de quelques jouets utiles avant de prendre le passage secret qui mène aux magasins d’Aruba, Cal utilise son grandelet pour que la voiture Hot Wheels devienne réelle pour voyager. Ils trouvent et oblige le médiateur, Ted, à révéler le nom de son patron, il écrit Gryla, la sorcière de l'hiver. Jack dit à haute voix son nom ce qui attire l’attention de la sorcière. Gryla Possède Ted et annonce à Cal et Jack qu’il utilise Nick contre les humanités (qu’elle pense être méchant) avant d’envoyer des bonhommes de neige monstrueux pour les tuer et bien que Cal et Jack parviennent à les éliminer, Ted est gelé pendant la bagarre et incapable de parler.
N'ayant pas de piste pour retrouver Nick, Cal et Zoe supposent que Gryla conspire avec Krampus, le frère adoptif méconnu du Père Noël, qui était également l'amant de la sorcière, ainsi que le créateur de la liste des méchants contre l’avis de Nick ; Cal et Jack empreint le même passage pour se rendre en Allemagne, Là où se trouve Krampus.
À peine arrivé au domaine de Krampus, ils se font capturés a cause de Jack car il a dérobé l’or sacré pour Krampus. Lorsqu’il se retrouve devant le démon, Krampus révèle que Gryla a récupéré le Glaskafig, une boule de neige magique qui a le pouvoir d'emprisonner quiconque à l’intérieur.
Cal demande à Krampus d'aider son frère, disant qu'il lui manque, mais le démon refuse, préférant passer son temps à jouer à Krampusschlap, un défi où ils faut gifler son adversaire au visage pour le faire tomber au sol afin de gagner ; Krampus autorise Jack à partir en mais ce dernier choisit de défier le démon à une partie de Krampusschlap avec Callum alors qu’il sait qu’il est imbattable. Durant les manches, le pirate récupère le bracelet magique de l'agent et le lui rend, permettant au duo de s’enfuir.
Pendant ce temps, Gryla et ses enfants métamorphes retiennent prisonnier Nick  dans un coffre-fort qui lui aspire la magie ; la sorcière, utilisant l'équipement magique de duplication des jouets, reproduit la Glaskafig à grande échelle, avec l'intention de débarrasser le monde de tout individu qui a jamais été sur la liste des méchants, en les enfermant à jamais dans les sphères magiques pour toujours.
Gryla décide de tester les boules à neige magiques sur Jack et Dylan et en fait livrer une à chacun des deux. Ayant appris que son fils s’est fait emprisonner dans un Glaskafig, Jack décide d’aller le rejoindre pour que Cal puisse le localiser. À l'aide de l’émetteur de Jack et en discutant avec la Mère Noël , Zoe et Cal comprennent que Nick n’a jamais quitté le Pôle Nord et que Gryla et ses enfants ont capturé ses habitants pour usurper leur identité grâce à leur pouvoir de métamorphe.
le père et le fils se retrouvent alors emprisonnés à l'intérieur des sphères mais grâce à une conversation ouverte, ils parviennent à briser le sort et à se libérer. Cal retourne au Pôle Nord pour libérer les otages puis il retrouvent Jack et Dylan dans l'ancien laboratoire du Père Noël.
Alors que les hommes de Cal et Zoe se battent contre les enfants de Gryla, cette dernière se prépare à partir pour sa distribution de Noël avec un Nick affaibli ; comme l'équipement du pôle Nord repose sur les pouvoirs du Père Noël, la sorcière a l'intention de l’ exploiter pour distribuer ses Glaskafigs clonés à tous les méchants du monde, mais Jack sabote le traîneau en détachant les rennes ; un combat s'ensuit, où Gryla révèle sa véritable forme monstrueuse, mais elle est arrêtée par Cal et Jack avec l'aide de Krampus, qui arrive pour les aider. Nick se rétablit et pardonne à son frère, tandis que la sorcière est piéger dans l'une de ses Glaskafigs et prise en charge par Zoe.
Avec Gryla en état d'arrestation, tout le monde se prépare rapidement pour la distribution de Noël ce soir-là, ayant quelques minutes de retard. Pendant la course, Cal regarde Jack 
retrouver son optimisme en établissant une relation avec Dylan, il retrouve ainsi la capacité de voir le l’enfant que Jack avait été, ce qui le convainc de retirer sa demande de retraite.

## Fiche technique
Sauf indication contraire, les informations mentionnées dans cette section peuvent être confirmées par la base de données cinématographiques IMDb,  présente dans la section « Liens externes ».
- Titre original et français : Red One
- Réalisation : Jake Kasdan
- Scénario : Chris Morgan, d'après une histoire de Hiram Garcia
- Musique : Henry Jackman
- Décors : Bill Brzeski
- Costumes : Laura Jean Shannon
- Photographie : Daniel Mindel
- Montage : Steve Edwards, Mark Helfrich et Tara Timpone
- Production : Dany Garcia, Hiram Garcia, Dwayne Johnson, Jake Kasdan, Melvin Mar, Chris Morgan

Coproducteur : Sky Salem Robinson
- Sociétés de production : Seven Bucks Productions, Amazon MGM Studios, The Detective Agency et Chris Morgan Productions
- Sociétés de distribution : Amazon MGM Studios, Warner Bros. Pictures
- Budget : 250 millions de dollars
- Pays de production :  États-Unis
- Langue originale : anglais
- Format : couleur
- Genre : comédie, action, aventures, fantastique
- Durée : 123 minutes[2]
- Date de sortie[3] :
  - Belgique : 6 novembre 2024
  - États-Unis, Canada : 15 novembre 2024
  - France : 12 décembre 2024 (Prime Video)

## Distribution
Source V.Q. : Doublage.qc.ca
- Dwayne Johnson (VF : David Krüger ; VQ : Alexandre Daneau) : Callum Drift
- Chris Evans (VF : Alexandre Gillet ; VQ : Alexandre Fortin) : Jack O'Malley
- Lucy Liu (VF : Laëtitia Godès ; VQ : Anne Dorval) : Zoe Harlow
- J. K. Simmons (VF : Jean Barney ; VQ : Pierre Chagnon) : le père Noël /Nick
- Kiernan Shipka (VF : Camille Donda ; VQ : Ludivine Reding) : Grýla
- Bonnie Hunt (VF : Marie-Ève Dufresne ; VQ : Claudine Chatel) : la mère Noël
- Kristofer Hivju (VF : Boris Rehlinger ; VQ : Louis-Philippe Dandenault) : Krampus
- Nick Kroll (VF : Tanguy Goasdoué ; VQ : Philippe Martin) : Ted
- Mary Elizabeth Ellis (VF : Marie-Laure Dougnac ; VQ : Catherine Proulx-Lemay) : Olivia
- Marc Evan Jackson : Oncle Rick

## Production
L'idée du film est imaginée par Hiram Garcia, collaborateur de Dany Garcia et Dwayne Johnson au sein de Seven Bucks Productions (en). Dwayne Johnson est annoncé dans le rôle principal. Jake Kasdan est ensuite annoncé comme réalisateur. Chris Evans rejoint ensuite le projet en janvier 2022. Il est alors précisé que le projet sera en lien avec Noël.
En septembre 2022, Kiernan Shipka rejoint elle aussi le film, suivie par Lucy Liu, Mary Elizabeth Ellis, J. K. Simmons, Nick Kroll, Kristofer Hivju et Wesley Kimmel le mois suivant,.
Le tournage débute en octobre 2022 à Atlanta.